# Zgierz
Zgierz é um município da Polônia, na voivodia de Łódź e no condado de Zgierz. Estende-se por uma área de 42,33 km², com 56 690 habitantes, segundo os censos de 2017, com uma densidade de 1349,0  hab/km².

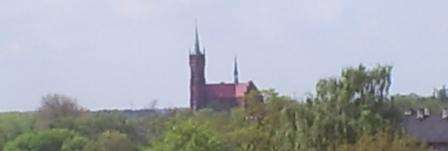
Panorama Zgierz
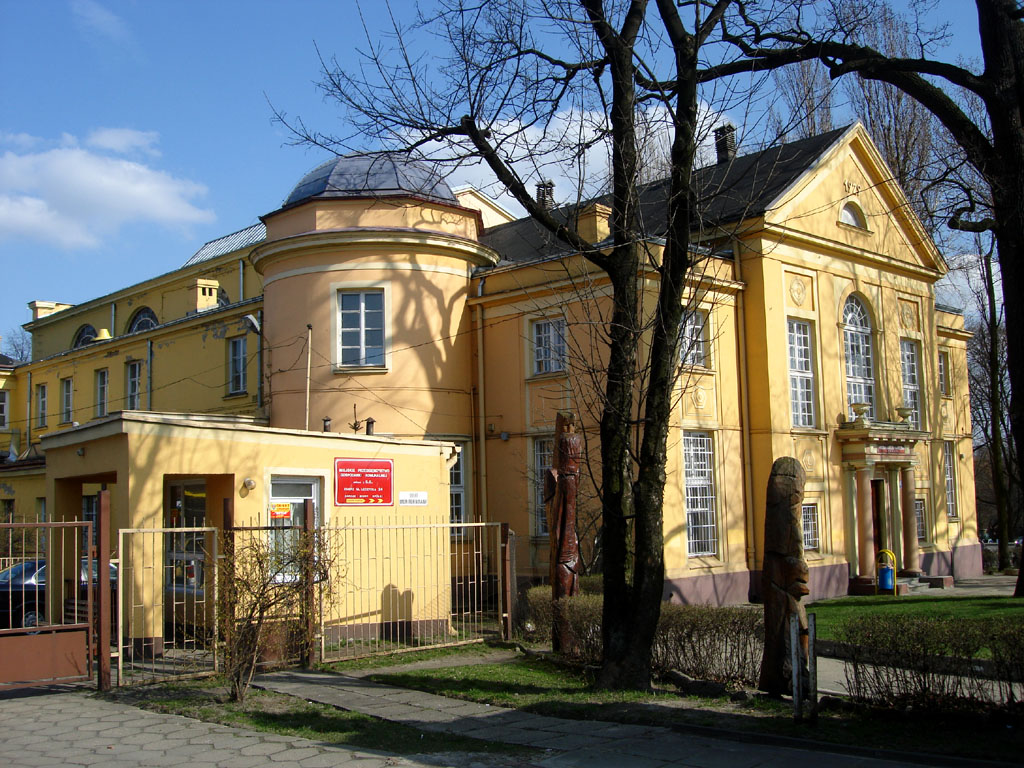
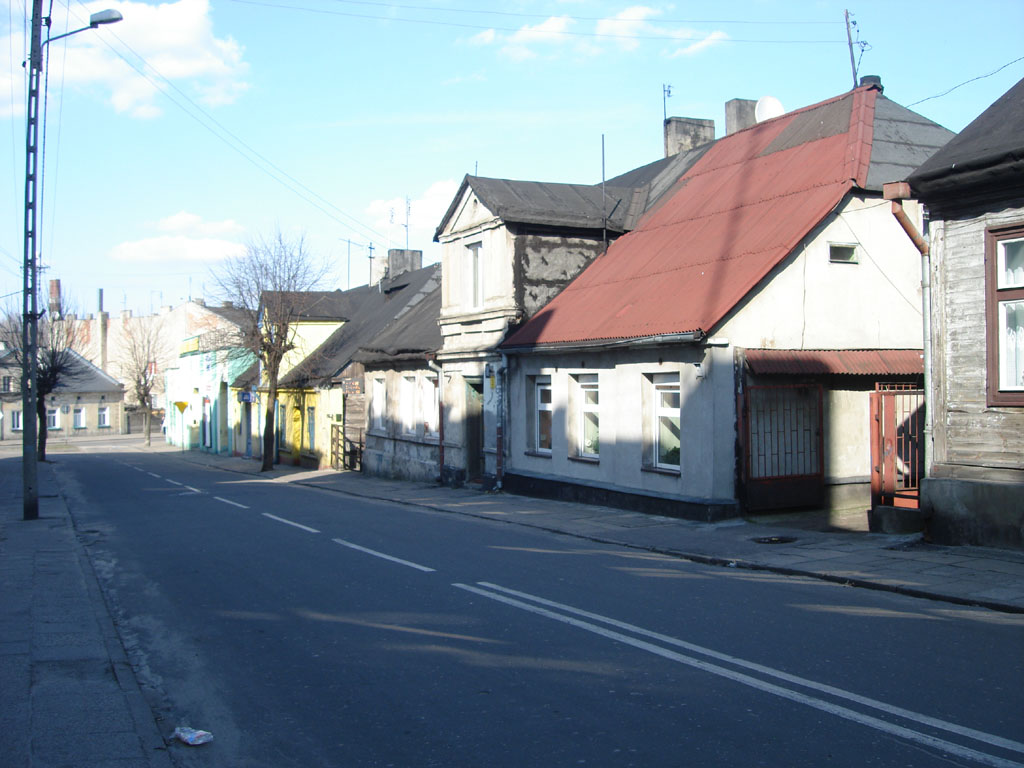
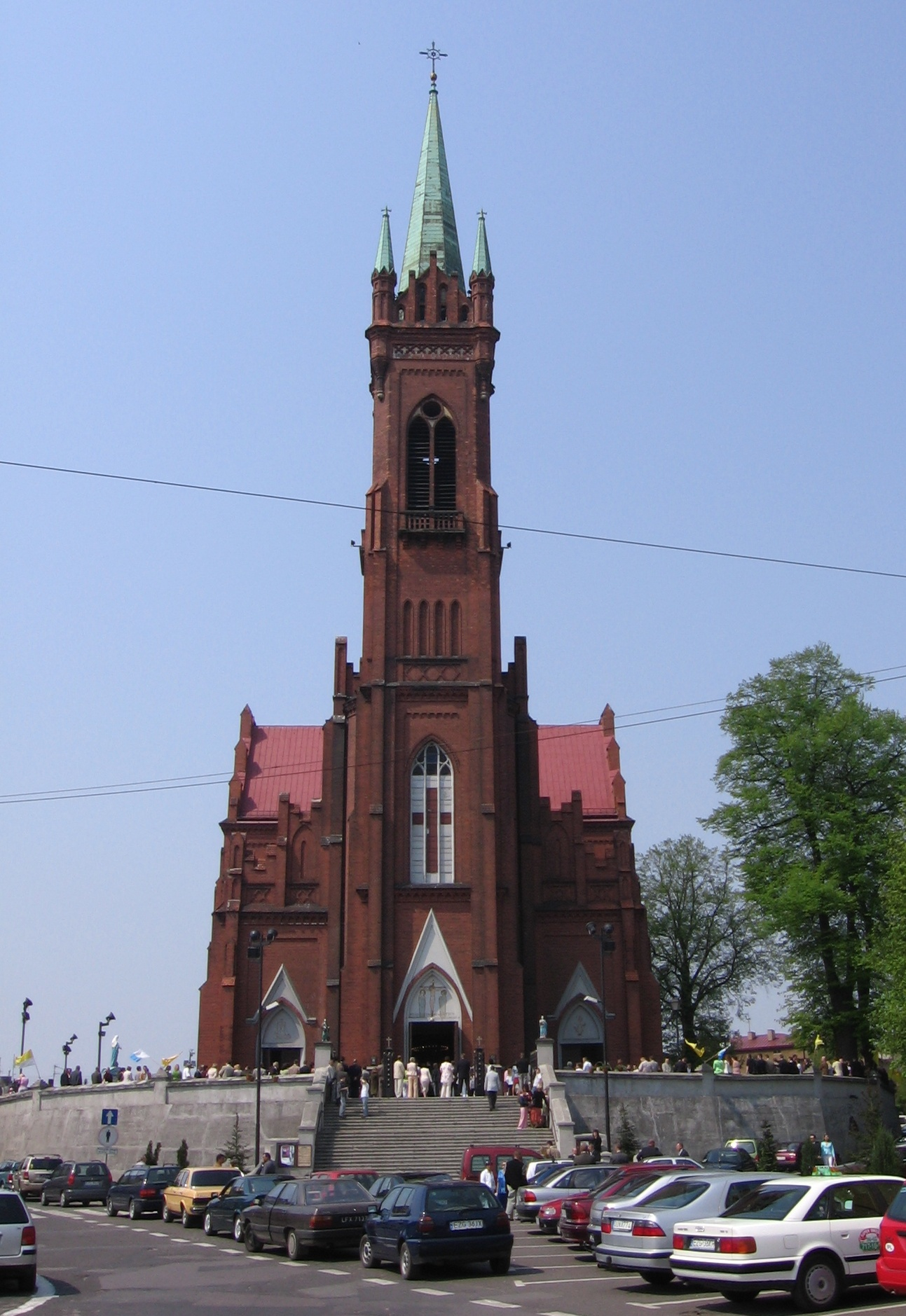

## Personalidades
- Gustav Schlösser, fundador das indústrias Schlösser, de Brusque (SC). Ele nasceu em Zgierz em 9/12/1860 e faleceu no Brasil em 15/2/1934.
- Samuel Schwarz, judeu e sionista que se radicou em Portugal